# Мозер, Юрген Курт
Юрген Курт Мо́зер (нем. Jürgen Kurt Moser; 4 июля 1928, Кёнигсберг, Германия — 17 декабря 1999, Цюрих) — германский, американский и швейцарский математик.
Член Национальной академии наук США (1971), иностранный член Российской академии наук (1994), Французской академии наук (1995).

## Биография
Родился в семье врача-невролога Курта Мозера и пианистки Ильзы Штрельке. Учился в гимназии Вильгельма в Кёнигсберге. После войны семья жила в Мекленбурге. 
В 1947 году поступил в Гёттингенский университет и окончил его в 1952 году. Учился у Франца Реллиха и Карла Людвига Зигеля. 
В 1953 году получил стипедию Фулбрайта и стажировался в Нью-Йоркском университете (1953—1954).
В 1954—1955 годах работал ассистентом у Зигеля и помогал тому в подготовке издания знаменитых «Лекций по небесной механике».
В 1955 году эмигрировал в США. Работал в Нью-Йоркском университете и Курантовском институте математических наук у Рихарда Куранта. Профессор в Массачусетском технологическом институте, а затем в Нью-Йоркском университете. В 1959 году получил американское гражданство.
Директор Курантовского института математических наук с 1967 по 1970 год.
В 1970 году отклонил предложение возглавить кафедру в Институте перспективных исследований в Принстоне. После 1980 года работал в Федеральной высшей технической школе Цюрих (ETH, Цюрих), стал почетным профессором в 1995 году. Директор Научно-исследовательского института математики в ETH (Цюрих) в 1984—1995 годах.
Президент Международного математического союза в 1983—1986 годах.
Иностранный член Российской академии наук по Отделению математики (математика) (1994).

## Семья
Его жена Гертруда (1928—2014), биолог, была дочерью математика Рихарда Куранта, внучкой математика Карла Рунге и сестрой физика-ядерщика Эрнеста Куранта.

## Научные интересы
Работал, главным образом, в области дифференциальных уравнений и теории динамических систем.
Один из создателей теории Колмогорова — Арнольда — Мозера (КАМ-теории) (одной из первых теорий хаоса).

## Награды и премии
- Медаль Джеймса Крейга Уотсона (1969)
- Гиббсовская лекция (1973)
- Медаль Брауэра (1984)
- Лекция Джона фон Неймана (1984)
- Медаль Кантора (1992)
- Премия Вольфа по математике (1995) за работы по устойчивости гамильтоновых систем